# Breanna Stewart
Breanna Mackenzie Stewart, född  Baldwin den 27 augusti 1994, är en amerikansk professionell basketspelare som spelar för New York Liberty i Women's National Basketball Association. Hon ingick i det amerikanska lag som vann OS-guld i dambasket vid olympiska sommarspelen 2016.

## Utmärkelser
- USA Basketballs Årets kvinnliga idrottare,  2011[5]
- USA Basketballs Årets kvinnliga idrottare,  2013[5]
- NCAA Basketball Tournament Most Outstanding Player,  2013
- Honda Sports Award för basketboll,  2014[6]
- Naismith College Player of the Year,  2014
- Associated Press Women's College Basketball Player of the Year,  2014
- Best Female College Athlete ESPY Award,  2014
- American Athletic Conference Women's Basketball Player of the Year
- James E. Sullivan Award, med  Keenan Reynolds,  2015
- Honda Sports Award för basketboll,  2015
- John R. Wooden Award,  2015
- Wade Trophy,  2015
- Senior CLASS Award för dambasket,  2016
- Honda Sports Award för basketboll,  2016
- WNBA Rookie of the Year Award,  2016
- Huskies of Honor,  27 februari 2016
- WNBA Finals Most Valuable Player Award,  2018
- FIBA Women's Basketball World Cup Most Valuable Player,  2018
- WNBA Most Valuable Player Award,  2018[7]
- USA Basketballs Årets kvinnliga idrottare,  2018[8]
- WNBA Finals Most Valuable Player Award,  2020
- Sports Illustrated Sportsperson of the Year, med  Laurent Duvernay-Tardif, LeBron James, Patrick Mahomes och Naomi Osaka,  2020[9]
- WNBA Most Valuable Player Award,  2023[10]

[Redigera Wikidata]